# Fairfield (Alabama)
Fairfield è un comune degli Stati Uniti d'America situato nella contea di Jefferson dello Stato dell'Alabama. È un sobborgo occidentale di Birmingham